# Lijst van voetbalinterlands Ivoorkust - Mali
Deze lijst van voetbalinterlands is een overzicht van alle officiële voetbalwedstrijden tussen de nationale teams van Ivoorkust en Mali. De landen hebben tot op heden 28 keer tegen elkaar gespeeld. De eerste ontmoeting, een kwalificatiewedstrijd voor de Afrika Cup 1970, vond plaats op 8 oktober 1969 in Bamako. Het laatste duel, een kwartfinale tijdens de Afrika Cup 2023, werd gespeeld in Bouaké op 3 februari 2024.

## Wedstrijden
| №  | Plaats     | Datum            | Competitie                           | Wedstrijd        | Uitslag |
| -- | ---------- | ---------------- | ------------------------------------ | ---------------- | ------- |
| 1  | Bamako     | 8 oktober 1969   | Afrika Cup 1970 kwalificatie         | Mali − Ivoorkust | 0 − 0   |
| 2  | Abidjan    | 22 oktober 1969  | Afrika Cup 1970 kwalificatie         | Ivoorkust − Mali | 4 − 0   |
| 3  | Abidjan    | 9 januari 1983   | Vriendschappelijk                    | Ivoorkust − Mali | 1 − 0   |
| 4  | Abidjan    | 15 december 1983 | Vriendschappelijk                    | Ivoorkust − Mali | 1 − 1   |
| 5  | Abidjan    | 31 maart 1985    | Afrika Cup 1986 kwalificatie         | Ivoorkust − Mali | 6 − 0   |
| 6  | Bamako     | 14 april 1985    | Afrika Cup 1986 kwalificatie         | Mali − Ivoorkust | 1 − 1   |
| 7  | Bamako     | 16 juli 1989     | Afrika Cup 1990 kwalificatie         | Mali − Ivoorkust | 2 − 2   |
| 8  | Abidjan    | 30 juli 1989     | Afrika Cup 1990 kwalificatie         | Ivoorkust − Mali | 3 − 1   |
| 9  | Bamako     | 19 december 1993 | Vriendschappelijk                    | Mali − Ivoorkust | 0 − 1   |
| 10 | Radès      | 10 april 1994    | Afrika Cup 1994                      | Mali − Ivoorkust | 1 − 3   |
| 11 | Abidjan    | 7 augustus 1994  | Vriendschappelijk                    | Ivoorkust − Mali | 2 − 1   |
| 12 | Abidjan    | 13 mei 1995      | Vriendschappelijk                    | Ivoorkust − Mali | 0 − 1   |
| 13 | Bamako     | 23 juli 1995     | Vriendschappelijk                    | Mali − Ivoorkust | 2 − 2   |
| 14 | Bouaké     | 9 december 1995  | Vriendschappelijk                    | Ivoorkust − Mali | 2 − 1   |
| 15 | Bamako     | 23 februari 1997 | Afrika Cup 1998 kwalificatie         | Mali − Ivoorkust | 1 − 2   |
| 16 | Abidjan    | 27 juli 1997     | Afrika Cup 1998 kwalificatie         | Ivoorkust − Mali | 4 − 2   |
| 17 | Bamako     | 4 oktober 1998   | Afrika Cup 2000 kwalificatie         | Mali − Ivoorkust | 0 − 1   |
| 18 | Abidjan    | 20 juni 1999     | Afrika Cup 2000 kwalificatie         | Ivoorkust − Mali | 0 − 0   |
| 19 | Sikasso    | 5 december 2001  | Vriendschappelijk                    | Mali − Ivoorkust | 0 − 3   |
| 20 | Accra      | 29 januari 2008  | Afrika Cup 2008                      | Ivoorkust − Mali | 3 − 0   |
| 21 | Valence    | 8 februari 2011  | Vriendschappelijk                    | Ivoorkust − Mali | 1 − 0   |
| 22 | Libreville | 8 februari 2012  | Afrika Cup 2012                      | Mali − Ivoorkust | 0 − 1   |
| 23 | Malabo     | 24 januari 2015  | Afrika Cup 2015                      | Ivoorkust − Mali | 1 − 1   |
| 24 | Kigali     | 4 februari 2016  | African Championship of Nations 2016 | Mali − Ivoorkust | 1 − 0   |
| 25 | Bouaké     | 8 oktober 2016   | WK 2018 kwalificatie                 | Ivoorkust − Mali | 3 − 1   |
| 26 | Bamako     | 6 oktober 2017   | WK 2018 kwalificatie                 | Mali − Ivoorkust | 0 − 0   |
| 27 | Suez       | 8 juli 2019      | Afrika Cup 2019                      | Mali − Ivoorkust | 0 − 1   |
| 28 | Bouaké     | 3 februari 2024  | Afrika Cup 2023                      | Mali − Ivoorkust | 1 − 2   |

## Samenvatting
| Competitie                      | Totaal gespeeld | Winst Ivoorkust | Gelijk | Winst Mali | Doelsaldo Ivoorkust – Mali |
| ------------------------------- | --------------- | --------------- | ------ | ---------- | -------------------------- |
| WK-kwalificatie                 | 2               | 1               | 1      | 0          | 3 − 1                      |
| Afrika Cup                      | 6               | 5               | 1      | 0          | 11 − 3                     |
| Afrika Cup-kwalificatie         | 10              | 6               | 4      | 0          | 23 − 7                     |
| African Championship of Nations | 1               | 0               | 0      | 1          | 0 − 1                      |
| Vriendschappelijk               | 9               | 6               | 2      | 1          | 13 − 6                     |
| Totaal                          | 28              | 18              | 8      | 2          | 50 − 18                    |

FIF · A-internationals · Selecties · Bondscoaches · Statistieken · Ivoriaans vrouwenelftal · Ivoorkust U21 · Ivoorkust U20 · Ivoorkust U19 · Ivoorkust U18 · Ivoorkust U17
1960 – 1969 ·
1970 – 1979 ·
1980 – 1989 ·
1990 – 1999 ·
2000 – 2009 ·
2010 – 2019 ·
2020 − 2029
WK 2006 · 
WK 2010 · 
WK 2014
OS 2008 · 
OS 2020
1960 ·
1961 ·
1962 ·
1963 ·
1964 · 
1965 ·
1966 · 
1967 ·
1968 ·
1969 ·
1970 ·
1971 ·
1972 ·
1973 ·
1974 ·
1975 ·
1976 ·
1977 ·
1978 · 
1979 ·
1980 ·
1981 · 
1982 ·
1983 ·
1984 ·
1985 ·
1986 ·
1987 ·
1988 ·
1989 ·
1990 ·
1991 ·
1992 · 
1993 · 
1994 · 
1995 · 
1996 · 
1997 · 
1998 · 
1999 · 
2000 · 
2001 · 
2002 · 
2003 · 
2004 · 
2005 · 
2006 · 
2007 · 
2008 · 
2009 · 
2010 · 
2011 · 
2012 · 
2013 ·
2014 ·
2015 ·
2016 ·
2017 ·
2018 ·
2019 ·
2020 ·
2021 ·
2022 ·
2023 ·
2024
Algerije ·
Angola ·
Argentinië ·
België ·
Benin ·
Bosnië en Herzegovina ·
Botswana ·
Brazilië ·
Burkina Faso ·
Burundi ·
Centraal-Afrikaanse Republiek ·
Chili ·
Colombia ·
Comoren ·
Congo-Brazzaville ·
Congo-Kinshasa ·
Duitsland ·
Egypte ·
El Salvador ·
Engeland ·
Equatoriaal-Guinea ·
Ethiopië ·
Frankrijk ·
Gabon ·
Gambia ·
Ghana ·
Griekenland ·
Guinee ·
Guinee-Bissau ·
Hongarije ·
Israël ·
Italië ·
Japan ·
Jordanië ·
Kameroen ·
Kenia ·
Koeweit ·
Lesotho ·
Liberia ·
Libië ·
Madagaskar ·
Malawi ·
Mali ·
Marokko ·
Mauritanië ·
Mauritius ·
Mexico ·
Moldavië ·
Mozambique ·
Namibië ·
Nederland ·
Niger ·
Nigeria ·
Noord-Korea ·
Oeganda ·
Oostenrijk ·
Paraguay ·
Polen ·
Portugal ·
Qatar ·
Roemenië ·
Rusland ·
Rwanda ·
Senegal ·
Servië en Montenegro ·
Seychellen ·
Sierra Leone ·
Slovenië ·
Soedan ·
Spanje ·
Tanzania ·
Togo ·
Tsjaad ·
Tunesië ·
Turkije ·
Uruguay ·
Verenigde Staten ·
Zambia ·
Zimbabwe ·
Zuid-Afrika ·
Zuid-Korea ·
Zweden ·
Zwitserland
Argentinië (2006) · 
Colombia (2014) ·
Ghana (2015) ·
Griekenland (2014) · 
Japan (2014) ·  
Nederland (2006) · 
Noord-Korea (2010) · 
Servië en Montenegro (2006) ·
Zambia (2012)
FMF · A-internationals · Bondscoaches · Malinees vrouwenelftal · Olympisch elftal
1960 – 1969 · 
1970 – 1979 · 
1980 – 1989 · 
1990 – 1999 · 
2000 – 2009 · 
2010 – 2019 · 
2020 – 2029
OS 2004
1962 · 
1963 · 
1964 · 
1965 · 
1966 · 
1967 · 
1968 · 
1969 · 
1970 · 
1971 · 
1972 · 
1973 · 
1974 · 
1975 · 
1976 · 
1977 · 
1978 · 
1979 · 
1980 · 
1981 · 
1982 · 
1983 · 
1984 · 
1985 · 
1986 · 
1987 · 
1988 · 
1989 · 
1990 · 
1991 · 
1992 · 
1993 · 
1994 · 
1995 · 
1996 · 
1997 · 
1998 · 
1999 · 
2000 · 
2001 · 
2002 · 
2003 · 
2004 · 
2005 · 
2006 · 
2007 · 
2008 · 
2009 · 
2010 · 
2011 · 
2012 · 
2013 · 
2014 ·
2015 ·
2016 ·
2017 ·
2018 ·
2019 ·
2020 ·
2021 ·
2022 ·
2023 ·
2024
Algerije · 
Angola · 
Benin · 
Botswana · 
Burkina Faso ·
Burundi · 
Centraal-Afrikaanse Republiek ·
China · 
Comoren ·
Congo-Brazzaville · 
Congo-Kinshasa · 
DDR · 
Egypte · 
Equatoriaal-Guinea · 
Eritrea · 
Ethiopië ·
Gabon · 
Gambia · 
Ghana · 
Guinee · 
Guinee-Bissau · 
Iran · 
Ivoorkust · 
Japan ·
Kaapverdië · 
Kameroen · 
Kenia · 
Koeweit · 
Kroatië ·
Liberia · 
Libië · 
Litouwen · 
Madagaskar · 
Malawi · 
Marokko ·
Mauritanië ·
Mozambique ·
Namibië ·
Niger ·
Nigeria ·
Noord-Korea ·
Oeganda ·
Oman ·
Qatar ·
Rwanda ·
Saoedi-Arabië ·
Senegal ·
Seychellen ·
Sierra Leone ·
Soedan ·
Swaziland ·
Togo ·
Tsjaad ·
Tunesië ·
Zambia ·
Zimbabwe ·
Zuid-Afrika ·
Zuid-Korea ·
Zuid-Soedan